# Juillet 2007 en Afrique

## 1erjuillet
- Mali : le premier tour des élections législatives maliennes de 2007 s’est déroulé dans le calme avec une faible participation[1].

## 2 juillet
- Union africaine : Ouverture à Accra (Ghana) du 9e sommet des chefs d’État et de gouvernement de l’Union africaine consacré à un débat sur la mise en place d’un gouvernement africain.

## 6 juillet
- Nations unies: Le secrétaire général des Nations unies, Ban Ki-moon a nommé Cheick Sidi Diarra, jusqu'alors ambassadeur du Mali auprès des Nations unies, secrétaire général adjoint pour les pays moins développés et les pays en voie de développement sans littoral[2].

## 9 juillet
- Mali: Adama Sangaré a été élu maire du district de Bamako par 19 voix sur 27. Il remplace  Moussa Badoulaye Traoré, décédé le 6 juin 2007[3].

## 14 juillet
- Soudan: Le Front uni pour la libération et le développement a été créé par 5 factions rebelles du Darfour: deux tendances rivales de l'Armée de libération du Soudan, les Forces du Front démocratique révolutionnaire, le Mouvement national pour la réforme et le développement et l'Alliance démocratique fédérale du Soudan, en vue des prochaines négociations sur le règlement du conflit[4].

## 16 juillet
- Éthiopie: La Haute Cour fédérale de justice a condamné à la perpétuité 35 opposants, dont cinq par contumace, poursuivis après les violences qui ont suivi les élections de 2005, parmi lesquels Hailu Shawel et Berahnu Nega, dirigeants du principal parti d'opposition la Coalition pour l'unité et la démocratie (CUD). Le 20 juillet, le Premier ministre Meles Zenawi a annoncé que le président avait gracié les condamnées qui en avaient fait la demande[5].

- Gabon : Le gouvernement du Premier ministre Jean Eyeghe Ndong a été remanié. Jean-François Ndongou, ancien ministre délégué aux Affaires étrangères devient ministre d’état chargé des affaires sociales en remplacement de Louis Gaston Mayila qui quitte le gouvernement. Michel Ngossou devient ministre délégué aux Affaires étrangères. Louis Gaston Mayila, quitte le parti présidentiel Parti démocratique gabonais  et crée son parti politique, l'Union pour la nouvelle République[6].

- Soudan: Une conférence internationale sur le Darfour s'est tenue à Tripoli avec des représentants des Nations unies, de l'Union africaine et de 15 pays, dont les cinq pays membres permanents du Conseil de sécurité, le Soudan, la Libye, le Tchad, l'Égypte et l'Érythrée. La conférence s'est terminée par un appel à poursuivre le processus de paix dans lequel l'Union africaine et l'Onu jouent un rôle principal. Aucun des groupes rebelles du Darfour n'a participé à la conférence. Les participants ont annoncé une rencontre avec les groupes rebelles non signataires de l'accord de paix de mai 2006 aurait lieu à Arusha (Tanzanie) du 3 au 5 août prochain pour fixer la date et le lieu pour des négociations entre gouvernement et rebelles[7].

## 17 juillet
- Côte d’Ivoire : Le Conseil de sécurité des Nations unies a adopté à l’unanimité la résolution 1765 prolongeant jusqu’au 15 janvier 2008 la Force de maintien de la paix en Côte d’Ivoire[8].

## 18 juillet
- Somalie: Le Conseil de paix et de sécurité de l'Union africaine a décidé de prolonger de 6 mois le mandat de la Force de maintien de la paix en Somalie (Amisom), les Nations unies qui devaient prendre la relève n'étant pas prêtes[9].

## 19 juillet
- Sierra Leone : le Tribunal spécial pour la Sierra Leone a reconnu coupable Alex Tamba Brima, Santigie Borbor Kanu et Brima Bazzy Kamara, anciens responsables du Conseil des forces armées révolutionnaires, mouvement rebelle soutenu par Charles Taylor, accusés notamment de  meurtres, de viols et d'enrôlements d'enfants soldats[10].

- Somalie: ouverture à Mogadiscio de la conférence de réconciliation nationale en présence de 1 200 délégués. Les islamistes et les chefs de clan des Hawiyé boycottent cette conférence et réclament le départ des troupes éthiopiennes stationnées dans la capitale somalienne[11].

## 22 juillet
- Mali : Mamadou Lamine Traoré, ministre de l’Éducation nationale et fondateur du Mouvement pour l'indépendance, la renaissance et l'intégration africaine (MIRIA) est décédé à Bamako.

## 23 juillet
- République du Congo: L'ancien Premier ministre André Milongo est décédé à Paris[12]

## 25 juillet
- Rwanda : la loi abolissant la peine de mort, adoptée par la Chambre des députés début juin et par le Sénat le 11 juillet, a été publiée au Journal officiel et prend donc effet le 25 juillet[13].

## 30 juillet
- Côte d'Ivoire: Le président Laurent Gbagbo et le Premier ministre Guillaume Soro ont participé à une cérémonie de "Flamme de la paix" à Bouaké en présence de six chefs d'État étrangers.  Laurent Gbagbo a annoncé que la guerre était finie[14].

## 31 juillet
- Soudan: Le Conseil de sécurité des Nations unies a adopté à l'unanimité la résolution 1769 qui autorise le déploiement d'une force hybride Onu/Union africaine au Darfour. Cette force, d'un coût estimé à 2 milliards de dollars, dénommée Unamid, sera constituée d'environ 26 000 soldats et policiers[15]. Le gouvernement soudanais a déclaré le 1er août approuver cette résolution[16].